# مجموعة واندا
مجموعة وندا (بالصينية: 万达集团) أو داليان وندا (بالصينية: 大连万达)، هي شركة تكتل متعددة الجنسيات صينية تأسست في بكين. وهي أكبر شركة تطوير عقاري خاصة في العالم، وأكبر سلسلة مشغل سينما، تمتلك شركة وندا سينيماس ومجموعة هويتس، كما تمتلك الحصة الغالبة من مسارح إي إم سي.
مع الإستثمارات في بر الصين الرئيسي، وعلى الصعيد العالمي، استطاعت المجموعة منذ ذلك الحين تنويع محفظتها الاستثمارية، عبر مجموعة من الصناعات بما في ذلك البناء، الترفيه، الإعلام، الصناعة التحويلية، الخدمات المالية، التكنولوجيا العالية، الضيافة، العقارات، التجزئة، الصناعة الطبية والرياضية. تأسست في داليان، لياونينغ، ومقرها الآن في بكين. صنفت في المرتبة 380 في قائمة فورتشن غلوبال 500 في عام 2017. في عام 2016، بلغ أصولها 796.2 مليار يوان مع إيرادات بلغت 255 مليار يوان. مجموعة وندا للصناعة الثقافية هي أكبر مؤسسة ثقافية صينية، مع عائد سنويا بلغ 64.1 مليار يوان في عام 2016.

## التاريخ
تأسست الشركة في داليان، لياونينغ في عام 1988 كشركة عقارات سكنية من طرف رجل الأعمال الصيني وانغ جيالين. في عام 1992، كانت الشركة «واحدة من الشركات الأولى المساهمة في جمهورية الصين الشعبية» بعد الإصلاح الاقتصادي. بدأت الشركة باستعمال كلمة «وندا» منذ ذلك الحين. «وان» تعني عشرة ألف، ويشير إلى كل شيء. و«دا» تشير إلى وسائل الوصول إلى الأهداف التي تم التوصل إليها. بمعنى «وندا» تشير إلى كل ما يجري إنجازه.

### دفع التنويع
منذ عام 2005، جعلت مطوري العقارات الصينية مثل داليان وندا ومجموعة إيفيرغراندي تغزو إلى «الشركات البديلة، والمدرة للدخل بعيدا عن سوق العقارات». أشارت صحيفة فاينانشال تايمز إلى أن داليان وندا «الأكثر عدوانية» في السعي إلى تحقيق الاستراتيجية، مشيرة إلى اقتناء سلسلة السينما الأمريكية مسارح إي إم سي في 2012، وأيضا شراء شركة صناعة اليخوت سانسيكير. وأشارت أنها كانت أيضا «موضوع بناء الحدائق في جميع أنحاء الصين، ولديها مشروع مشترك مع تينسنت وبايدو وإعداد منصة للتجارة الإلكترونية».
ضمت وندا داليان مشغل السينما الأمريكية مسارح إي إم سي في مايو 2012 بملغ 2.6 مليار دولار أمريكي، واكتسبت شركة أمريكية أخرى في نفس التاريخ. هذا الاقتناء الذي تم في أغسطس 2012 جعل من وندا سينيماس أكبر مشغل سينما في العالم. اعتبارا من عام 2016، امتلكت وندا حوالي 6% من جميع شاشات العرض التجاري' في الصين، وحوالي؟؟% في الولايات المتحدة. قامت الشركة بتغييرات في تصميم وتخطيط في مسارح إي إم سي، بما في ذلك المقاعد، خدمة الانتظار، وعروض الأكل والشراب. على إثر هذه التغييرات، تضاعفت مبيعات التذاكر خلال الأشهر 18 التالية تقريبا، وقبل نهاية عام 2014، جنت وندا أرباح تقدر ب 900 مليون دولار أمريكي.
في يونيو 2013، خططت وندا لاستثمار مبلغ 1.1 مليار دولار لتطوير فندق خمس نجوم جديد في لندن بجوار نهر التايمز في فوكسهول، جنوب لندن، كجزء من تجديد حي ناين إلمس. ورحب عمدة لندن سابقا بوريس جونسون بهذا التحرك. بناء «أطول مبنى سكني في أوروبا الغربية». وقد ألغيت الخطط بحلول عام 2015.
في يونيو 2013، امتلك وندا سانسيكير، الشركة البريطانية المتخصصة في صناعة اليخوت الفاخرة المستخدمة في أفلام جيمس بوند، بملغ 500 مليون دولار. هذا الاقتناء سيعطيهم 92% من أرباح الشركة.
في يناير 2015، اشترت وندا مكتب بناء في سيدني، أستراليا، من مجموعة بلاكستون بمبلغ 327 مليون دولار. وكان الدافع وراء هذا الاقتناء هو التوسع في الخارج والابتعاد عن سوق العقارات في الصين، التي تعرضت إلى تباطؤ اقتصادها.
في يونيو 2015، أعلنت وندا سينيماس عن شراء قاعدة السينما الأسترالية هويتس.
في نوفمبر 2015، أعلنت أنها شركة قابضة، وندا فيلم القابضة، وسيتم تجميع جميع الأصول المتعلقة بالأفلام.
وندا خططت لبناء ناطحة سحاب في شيكاغو وتسميتها وندا فيستا، مصممة من طرف المهندس المعماري جين غانغ، والتي ستصبح ثالث أطول مبنى في المدينة. عند اكتمال بنائها، وستصبح أطول مبنى في العالم تصممه امرأة، وبعدها برج أكوا في شيكاغو.
في 11 يناير 2016، اشترت وندا شركة الإنتاج الأمريكية ليجنداري بيكتشرز ب3.5 مليار دولار. أصبحت بذلك الأعلى دخلا في العالم.؟؟

## روابط خارجية
- الموقع الرسمي بالإنجليزية
- الموقع الرسمي بالصينية